# 1912 год
1912 (ты́сяча девятьсо́т двена́дцатый) год  по григорианскому календарю — високосный год, начинающийся в понедельник. Это 1912 год нашей эры, 2‑й год 2‑го десятилетия XX века 2‑го тысячелетия, 3‑й год 1910‑х годов. Он закончился 113 лет назад.
| Пн | Вт | Ср | Чт | Пт | Сб | Вс |
| 1  | 2  | 3  | 4  | 5  | 6  | 7  |
| 8  | 9  | 10 | 11 | 12 | 13 | 14 |
| 15 | 16 | 17 | 18 | 19 | 20 | 21 |
| 22 | 23 | 24 | 25 | 26 | 27 | 28 |
| 29 | 30 | 31 |    |    |    |    |

| Пн | Вт | Ср | Чт | Пт | Сб | Вс |
|    |    |    | 1  | 2  | 3  | 4  |
| 5  | 6  | 7  | 8  | 9  | 10 | 11 |
| 12 | 13 | 14 | 15 | 16 | 17 | 18 |
| 19 | 20 | 21 | 22 | 23 | 24 | 25 |
| 26 | 27 | 28 | 29 |    |    |    |

| Пн | Вт | Ср | Чт | Пт | Сб | Вс |
|    |    |    |    | 1  | 2  | 3  |
| 4  | 5  | 6  | 7  | 8  | 9  | 10 |
| 11 | 12 | 13 | 14 | 15 | 16 | 17 |
| 18 | 19 | 20 | 21 | 22 | 23 | 24 |
| 25 | 26 | 27 | 28 | 29 | 30 | 31 |

| Пн | Вт | Ср | Чт | Пт | Сб | Вс |
| 1  | 2  | 3  | 4  | 5  | 6  | 7  |
| 8  | 9  | 10 | 11 | 12 | 13 | 14 |
| 15 | 16 | 17 | 18 | 19 | 20 | 21 |
| 22 | 23 | 24 | 25 | 26 | 27 | 28 |
| 29 | 30 |    |    |    |    |    |

| Пн | Вт | Ср | Чт | Пт | Сб | Вс |
|    |    | 1  | 2  | 3  | 4  | 5  |
| 6  | 7  | 8  | 9  | 10 | 11 | 12 |
| 13 | 14 | 15 | 16 | 17 | 18 | 19 |
| 20 | 21 | 22 | 23 | 24 | 25 | 26 |
| 27 | 28 | 29 | 30 | 31 |    |    |

| Пн | Вт | Ср | Чт | Пт | Сб | Вс |
|    |    |    |    |    | 1  | 2  |
| 3  | 4  | 5  | 6  | 7  | 8  | 9  |
| 10 | 11 | 12 | 13 | 14 | 15 | 16 |
| 17 | 18 | 19 | 20 | 21 | 22 | 23 |
| 24 | 25 | 26 | 27 | 28 | 29 | 30 |

| Пн | Вт | Ср | Чт | Пт | Сб | Вс |
| 1  | 2  | 3  | 4  | 5  | 6  | 7  |
| 8  | 9  | 10 | 11 | 12 | 13 | 14 |
| 15 | 16 | 17 | 18 | 19 | 20 | 21 |
| 22 | 23 | 24 | 25 | 26 | 27 | 28 |
| 29 | 30 | 31 |    |    |    |    |

| Пн | Вт | Ср | Чт | Пт | Сб | Вс |
|    |    |    | 1  | 2  | 3  | 4  |
| 5  | 6  | 7  | 8  | 9  | 10 | 11 |
| 12 | 13 | 14 | 15 | 16 | 17 | 18 |
| 19 | 20 | 21 | 22 | 23 | 24 | 25 |
| 26 | 27 | 28 | 29 | 30 | 31 |    |

| Пн | Вт | Ср | Чт | Пт | Сб | Вс |
|    |    |    |    |    |    | 1  |
| 2  | 3  | 4  | 5  | 6  | 7  | 8  |
| 9  | 10 | 11 | 12 | 13 | 14 | 15 |
| 16 | 17 | 18 | 19 | 20 | 21 | 22 |
| 23 | 24 | 25 | 26 | 27 | 28 | 29 |
| 30 |    |    |    |    |    |    |

| Пн | Вт | Ср | Чт | Пт | Сб | Вс |
|    | 1  | 2  | 3  | 4  | 5  | 6  |
| 7  | 8  | 9  | 10 | 11 | 12 | 13 |
| 14 | 15 | 16 | 17 | 18 | 19 | 20 |
| 21 | 22 | 23 | 24 | 25 | 26 | 27 |
| 28 | 29 | 30 | 31 |    |    |    |

| Пн | Вт | Ср | Чт | Пт | Сб | Вс |
|    |    |    |    | 1  | 2  | 3  |
| 4  | 5  | 6  | 7  | 8  | 9  | 10 |
| 11 | 12 | 13 | 14 | 15 | 16 | 17 |
| 18 | 19 | 20 | 21 | 22 | 23 | 24 |
| 25 | 26 | 27 | 28 | 29 | 30 |    |

| Пн | Вт | Ср | Чт | Пт | Сб | Вс |
|    |    |    |    |    |    | 1  |
| 2  | 3  | 4  | 5  | 6  | 7  | 8  |
| 9  | 10 | 11 | 12 | 13 | 14 | 15 |
| 16 | 17 | 18 | 19 | 20 | 21 | 22 |
| 23 | 24 | 25 | 26 | 27 | 28 | 29 |
| 30 | 31 |    |    |    |    |    |

## События

### Январь
- 1 января — в Нанкин торжественно въехал Сунь Ятсен.

Китай провозглашён республикой, Нанкин — её временной столицей. Собрание представителей восставших провинций Китая избрало Сунь Ятсена временным президентом страны.
- 6 января — Нью-Мексико вошла в состав США в качестве 47 штата.
- 17 января — опубликована новая конституция Никарагуа. Вступила в силу 1 марта[2].
- 20 января — Николай II утвердил закон «Об уравнении в правах с финляндскими гражданами других русских подданных»[фин.], предоставляющий всем гражданам Российской империи на территории Финляндии равные с местными гражданами права, а также возможность подачи бумаг и прошений во все официальные учреждения и всем должностным лицам на русском языке. Закон допускает исключения в отношении евреев. Вступил в действие с 14 мая.
- 30 января — вдовствующая китайская императрица Лун Юй от своего имени и от имени малолетнего императора Пу И обнародовала императорский указ о передаче правительственной власти народу и одобрении введения конституционно-республиканской формы правления[3].

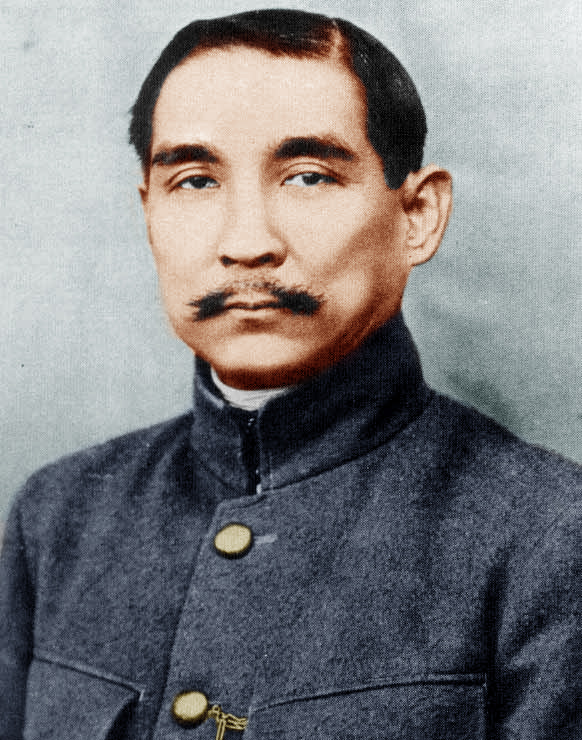
Временный президент Китая Сунь Ятсен

### Февраль
- 1 февраля — На пост президента Гондураса вступил представитель Национальной партии Мануэль Бонилья, победивший на безальтернативных выборах 1911 года[исп.]. Кандидатура Бонильи, представлявшего группу мятежников, захвативших порт Трухильо 10 января 1911 года, была выбрана США, выступавшими в качестве посредника по урегулированию конфликта, скрытыми инициаторами которого они же и являлись[4].
  - Вдовствующая императрица Лун Юй поручила премьер-министру Юань Шикаю начать переговоры с Сунь Ятсеном об условиях отречения малолетнего императора Пу И[5].
- 12 февраля — в Китае династия Цин отреклась от престола, монархия упразднена[1].
- 13 февраля — Сунь Ятсен заявил об отказе от поста временного президента Китая в пользу генерала Юань Шикая[1].
- 14 февраля — Аризона вошла в состав США в качестве 48 штата[6].

### Март
- 4 марта — президент Гондураса Мануэль Бонилья передал 10 тыс. га земли в концессию владельцу компании «Куйямель фрут компани» Самуэлю Семаррею (США), финансировавшему его приход к власти. Через месяц Семаррей получил право на постройку железной дороги до порта Тела и на закладку вдоль неё банановых плантаций. До ноября 1929 года успешно конкурировал в производстве и продаже бананов с компанией Юнайтед фрут[4].
- 10 марта — в Нанкине созвано Национальное собрание, принявшее временную конституцию и провозгласившее Юань Шикая временным президентом Китайской республики (вторым после Сунь Ятсена)[7].
- 26 марта — Сербия и Болгария заключили договор о дружбе и союзе c секретным приложением о разделе территории, которую предполагалось отторгнуть у Турции в предстоящей войне. 25 мая договор дополнен военной конвенцией[8][9].
- 30 марта — султан Марокко Абд аль-Хафид и представитель Франции подписали в Фесе конвенцию о признании режима протектората Франции над Марокко[10].

### Апрель
- 4 апреля — в столице Тибета — Лхасе китайские власти объявили об установлении в стране республиканского строя. Это известие спровоцировало резкий подъём сепаратистских устремлений[11][12]. Через несколько дней тибетцы подняли восстание и к началу 1913 года после ряда ожесточённых столкновений китайские войска оставили Тибет.
- 6 апреля — стартовала секретная экспедиция 1912—1913 годов В. К. Арсеньева по борьбе с хунхузами и браконьерами в Уссурийском крае.
- 15 апреля — британский лайнер «Титаник» потерпел крушение в результате столкновения с айсбергом. Погибли 1496 человек.
- 17 апреля — Ленский расстрел. Во время забастовки на золотых приисках на реке Лене правительственные войска открыли огонь по рабочим[13][14].
- 28 апреля — генерал Луи Юбер Лиоте назначен первым представителем Франции в протекторате Марокко[10].

### Май
- 1 мая — Итало-турецкая война: итальянский флот обстрелял Дарданеллы и попытался войти в Пролив. В ответ Турция закрыла проход через Дарданелльский пролив для всех иностранных кораблей. Италия отвела свой флот и под давлением великих держав с 18 мая Турция открыла пролив для торговых судов нейтральных государств[15].
- 5 мая — в Петербурге вышел первый номер большевистской газеты «Правда».
- 5 мая—27 июня — Летние Олимпийские игры 1912 в Стокгольме (Швеция).
- 23 мая — забастовка и демонстрация венгерских рабочих в Будапеште, превратившаяся во столкновение с войсками, получившее название «Кровавый четверг»[венг.][16].
- 29 мая — Греция и Болгария подписали договор о военном союзе, направленный против Турции.

### Июнь
- 1 июня — основан Воронежский вагоноремонтный завод имени Э. Тельмана (ВВРЗ).
- 6 июня — извержение вулкана Новарупты на Аляске, ставшее самым крупным извержением XX века[17].

### Июль
- 8 июля — в Российской империи принято Положение о замене 3-х и 4-х классных городских училищ на высшие начальные училища[18].
- 29 июля — в Никарагуа смещённый со своего поста военный министр генерал Луис Мена и молодой политический деятель адвокат Бенхамин Селедон подняли восстание[исп.] против президента Адольфо Диаса[19][20].

### Август
- 12 августа — в Никарагуа повстанческая армия генерала Луиса Мены начала двухдневный артиллерийский обстрел столицы страны Манагуа. На помощь режиму президента Адольфо Диаса были брошены дополнительные контингенты морской пехоты США[19].
- 18 августа — по требованию Франции султан Марокко Абд аль-Хафид уступил престол своему брату Мулаю Юсуфу[10].
- 25 августа — в Китае сторонниками Сунь Ятсена создана партия Гоминьдан[1].
- 29 августа — на побережье Южно-Китайского моря обрушился один из самых смертоносных тайфунов в истории[21].

### Сентябрь
- 4 сентября — Восстание на греческом острове Самос против турецкой оккупации.
- 7 сентября — Российская империя отметила столетие победы над Наполеоном в Отечественной войне 1812 года[22]. В честь этого события в Москве построен Бородинский мост архитектора Романа Ивановича Клейна.
- 23 сентября — в Никарагуа генерал Луис Мена отказался от претензий на власть. Восстание продолжилось под руководством Бенхамина Селедона.

### Октябрь
- 4 октября — в Никарагуа захвачен и расстрелян отказавшийся от почётной капитуляции лидер повстанцев Бенхамин Селедон (назначенный генералом за смелое и умелое руководство). Антиправительственное и антиамериканское восстание[исп.] угасло, Адольфо Диас в Манагуа остался президентом страны[20].
- 8 октября — Черногория объявила войну Турции. Начало первой Балканской войны (1912—1913).
- 15 октября — Итало-турецкая война: в Уши (Швейцария) подписан секретный предварительный договор между Италией и Османской империей[23].
- 18 октября — Итало-турецкая война: в Лозанне подписан гласный договор между Италией и Османской империей, завершивший Итало-турецкую войну. Турция дала автономию Киренаике и Триполитании, фактически передавая их под контроль Италии[23].

### Ноябрь
- 5 ноября — президентские выборы в США. Кандидатами в президенты выступили: кандидат от Республиканской партии действующий президент Уильям Тафт; предыдущий президент Теодор Рузвельт, который, после несогласия руководства Республиканской партии выдвинуть его кандидатом от партии, создал свою Прогрессивную партию; кандидат от Демократической партии Вудро Вильсон. Победу одержал Вудро Вильсон.
- 24-25 ноября — Базельский конгресс II Интернационала.
- 27 ноября — Франция и Испания подписали соглашение о разделе Марокко. Территория Марокко была разделена на три зоны, Испания уступила многие территории, на которые претендовала[10].
- 28 ноября — провозглашена независимость Албании, входившей в состав Османской империи[24]. Собрание во Влёре, провозгласившее независимость, сформировало первое правительство страны во главе с Исмаилом Кемалем-беем[25].

### Декабрь
- 2 декабря — рейхсканцлер Германской империи Теобальд фон Бетман-Гольвег выступил в Рейхстаге и заявил, что Германия вступит в войну на стороне Австро-Венгрии, если та подвергнется нападению, которое будет угрожать её существованию. Он также подтвердил интересы Германии на Балканах[26].
- 17 декабря — Лондонская конференция послов Австро-Венгрии, Великобритании, Германии, Италии, России и Франции признала автономию Албании[25].
- 18 декабря — на собрании Лондонского геологического общества Чарльз Доусон объявил о находке черепа пилтдаунского человека, который оказался одной из известнейших мистификаций XX века.

### Без точных дат
- В Российской поэзии появилось течение акмеизм под предводительством Н. С. Гумилёва.
- Андреем Николаевичем Красновым основан Батумский ботанический сад.
- Село Колпино близ Санкт-Петербурга стало городом.

## Родились
См. также: Категория:Родившиеся в 1912 году
- 12 февраля — Фёдор Степанович Пустовойтов, советский живописец и педагог (ум. в 1989).
- 17 февраля — Андре Нортон, самая известная американская писательница-фантаст (ум. в 2005).
- 27 февраля — Лоренс Даррелл, английский писатель и поэт, старший брат писателя-анималиста Джеральда Даррелла (ум. в 1990).
- 29 февраля — Борис Евсеевич Черток, советский, российский учёный-конструктор (ум. в 2011).
- 3 марта — Лев Михайлович Ребет, украинский публицист и адвокат, один из лидеров Организации украинских националистов (ум. в 1957).
- 10 марта — Ян Борисович Винецкий, советский татарский писатель (ум. в 1987).
- 16 марта — Пэт Никсон, первая леди США (1969—1974) (ум. в 1993).
- 23 марта — Вернер фон Браун, немецкий и американский конструктор ракетно-космической техники, один из основоположников современного ракетостроения (ум. в 1977).
- 28 марта 
  - Бертрам Чандлер, австралийский писатель-фантаст (ум. в 1984).
  - Марина Раскова, советский лётчик, штурман, одна из первых женщин-Героев Советского Союза (ум. в 1943).
- 7 апреля — Александр Фёдорович Семёнов, Герой Советского Союза (ум. в 1979).
- 9 апреля — Лев Зиновьевич Копелев, критик, литературовед (ум. в 1997).
- 12 апреля — Хаменгкубувоно IX, вице-президент Индонезии, султан Джокьякарты (ум. 1988).
- 15 апреля — Ким Ир Сен, корейский коммунистический лидер, первый и единственный президент КНДР (ум. в 1994).
- 26 апреля — Альфред Ван Вогт, известный американский писатель-фантаст (ум. в 2000).
- 8 мая — Карлссон, Дагни, шведская долгожительница и блогер (ум. 2022).
- 16 мая — Пётр Петрович Белоусов, советский живописец, график и педагог, народный художник РСФСР (ум. в 1989).
- 17 мая — Перси Маршалл Янг, английский музыковед, дирижёр и композитор (ум. в 2004).
- 28 мая — Патрик Уайт, австралийский писатель. Лауреат Нобелевской премии.
- 23 июня — Алан Тьюринг, английский математик (ум. в 1954).
- 24 июня — Сергей Николаевич Филиппов, комедийный актёр (ум. в 1990).
- 2 августа — Илья Семёнович Чернышёв, советский дипломат, Чрезвычайный и полномочный посол (ум. 1962).
- 10 августа — Жоржи Амаду, бразильский писатель (ум. в 2001).
- 12 августа — Николай Ефимович Тимков, советский живописец, заслуженный художник Российской Федерации (ум. в 1993).
- 23 августа
  - Алексей Иванович Судаев, советский оружейник, создатель пистолета-пулемёта Великой Отечественной войны ППС-43 (ум. 1946).
  - Анастасия Александровна Ширинская-Манштейн, старейшина русской общины в Тунисе, последняя свидетельница эвакуации из Крыма в годы Гражданской войны в России (ум. 2009).
- 25 августа — Эрих Хонеккер, последний руководитель ГДР и Социалистической единой партии Германии (ум. в 1994).
- 7 сентября — Дэвид Паккард, американский предприниматель, сооснователь компании Hewlett-Packard (ум. в 1996).
- 10 сентября — Херлуф Бидструп, датский художник-карикатурист (ум. в 1988).
- 29 сентября — Микеланджело Антониони, итальянский кинорежиссёр и сценарист (ум. в 2007).
- 1 октября — Лев Николаевич Гумилёв, советский и российский учёный, историк-этнолог (ум. в 1992).
- 12 октября — Григорий Пантелеевич Кравченко, генерал-лейтенант авиации, дважды Герой Советского Союза (ум. 1943).
- 28 октября — Арсений Васильевич Ворожейкин, советский лётчик, дважды Герой Советского Союза, генерал-майор (ум. 2001).
- 14 ноября — Марк Ильич Карновский, советский и украинский специалист в области акустики (ум. 1991).
- 16 ноября — Александр Петрович Коровяков, советский живописец (ум. 1993).
- 23 ноября — Александр Иванович Квасников, футболист, вратарь. Двукратный чемпион СССР и обладатель Кубка СССР (ум. в 1986).

## Скончались
См. также: Категория:Умершие в 1912 году
- 10 февраля — Джозеф Листер, английский хирург (род. 1827).
- 12 февраля — Ипполит Ланглуа, французский генерал и сенатор; член Французской академии[27] (род. 1839).
- 18 февраля — Иван Петрович Трутнев, русский художник (род. 1827).
- 17 марта — Геннадий Васильевич Юдин, российский библиофил, купец и промышленник (род. 1840).
- 30 марта — Карл Май, немецкий писатель (род. 1842).
- 12 апреля — Клара Бартон, основательница Американского Красного Креста (род. 1821).
- 20 апреля — Брэм Стокер, ирландский писатель (род. 1847).
- 14 мая — Август Стриндберг, шведский писатель (род. 1849).
- 17 мая — Павел Владимирович Засодимский, русский писатель (род. 1834).
- 19 мая — Болеслав Прус (настоящие имя и фамилия Александр Гловацкий), польский писатель (род. 1847).
- 12 июня — Фредерик Пасси, французский политэконом и признанный лидер европейского движения за мир (род. 1822).
- 7 июля — Артур Хобрехт, прусский политик и государственный деятель (род. 1824).
- 17 июля — Анри Пуанкаре, французский математик, физик и теоретик науки (род. 1854).
- 16 августа — Иоганн Мартин Шлейер, немецкий католический священник, создатель языка Волапюк (род. 1831).
- 24 августа — Алексей Сергеевич Суворин, русский журналист, издатель, писатель, театральный критик и драматург (род. 1834).
- 28 августа — Вильгельм Гольдбаум, австрийский и немецкий публицист, юрист, переводчик и редактор (род. 1843).
- 9 сентября — Ярослав Врхлицкий (настоящие имя и фамилия Эмиль Фрида), чешский поэт, драматург, переводчик (род. 1853).
- 28 октября — Матвей Степанович Лалаев, генерал от артиллерии Русской императорской армии, военный педагог, историк и публицист[28] (род. 1828).
- 15 ноября — Дмитрий Мамин-Сибиряк, русский писатель-прозаик, драматург (род. 1852)

## Нобелевские премии
- Физика — Нильс Густав Дален — «За изобретение автоматических регуляторов, используемых в сочетании с газовыми аккумуляторами для источников света на маяках и буях».
- Химия — Виктор Гриньяр — «За открытие реактива Гриньяра, способствовавшего развитию органической химии»; Поль Сабатье — «За метод гидрогенизации органических соединений в присутствии мелкодисперсных металлов, который резко стимулировал развитие органической химии».
- Медицина и физиология — Алексис Каррель — «За признание работы по сосудистому шву и трансплантации кровеносных сосудов и органов».
- Литература — Герхарт Иоханн Роберт Гауптман — «В знак признания плодотворной, разнообразной и выдающейся деятельности в области драматического искусства».
- Премия мира — Элиу Рут — «За усилия по укреплению мира в западном полушарии».